# Walter Pérez Villamonte
Walter Pérez Villamonte (Vilacaya, 3 de novembro de 1936 — Sucre, 29 de março de 2018) foi prelado boliviano da Igreja Católica Romana. Foi o quarto bispo da Diocese de Potosí, na província eclesiástica de Sucre, em seu país natal, a qual governou de 1998 a 2009.

## Biografia
Nasceu em Vilacaya, Potosí, Bolívia, filho de Angélica Villamonte Chavarría e Primo Pérez Ponce. Iniciou seus estudos no Seminário Menor de Sucre. Filosofia e parte de teologia no Seminário Maior de San Cristóbal em Sucre e no Chile. Foi ordenado em 11 de janeiro de 1959 em Sucre, arquidiocese na qual havia se incardinado.
Exerceu o ministério em diversas paróquias rurais, na Paróquia São Lázaro e São Roque em Sucre e logo em Villa Serrano, onde dirigiu a Escola Normal. Posteriormente, foi enviado para La Paz e, entre 1972 e 1975, foi capelão do Hospital do Tórax. Nesse período, obteve o título de professor de idiomas. A partir de 1978, tornou-se formador no Seminário Nacional San José de Cochabamba. Entre 1981 e 1982, obteve licenciatura em teologia moral. De 1984 a 1988, foi reitor do Seminário Nacional de San José e exerceu a docência no Instituto Superior de Estudos Teológicos (ISET) de Cochabamba. Ministrou cursos de latim e teologia moral. Em seguida, tornou-se secretário adjunto da Conferência Episcopal Boliviana. Prestou serviços pastorais na Paróquia Espírito Santo da Diocese de El Alto e na Paróquia São Pedro da Arquidiocese de La Paz.
Participou da Quarta Conferência do Episcopado Latino-Americano, realizada em Santo Domingo em outubro de 1992, e da Jornada Mundial da Juventude realizada em Manila, em janeiro de 1995. Foi delegado no simpósio internacional para celebração do 30º aniversário do decreto conciliar Presbyterorum Ordinis, realizado em outubro seguinte.
Em 16 de dezembro de 1995, o Papa João Paulo II nomeou-o bispo-auxiliar da Arquidiocese de Sucre, com sé titular de Curubi. Sua sagração episcopal ocorreu em 2 de fevereiro seguinte, na festa da Virgem Maria da Candelária, na Catedral Metropolitana, presidida pelo arcebispo Dom Frei Jesús Gervasio Pérez Rodríguez, OFM, tendo como co-celebrantes Dom Giovanni Tonucci, núncio apostólico, e Dom René Fernández Apaza, arcebispo de Cochabamba.
Foi eleito, em 7 de março de 1998, bispo titular da Diocese de Potosí, sufragânea da Arquidiocese de Sucre, a qual estava vacante havia mais de um ano, desde que seu ordinário Dom Edmundo Abastoflor assumira a titularidade da Arquidiocese de La Paz. Dom Walter tomou posse de sua nova diocese em 13 de maio seguinte, em cerimônia solene a qual compareceram seu predecessor, que também era presidente da Conferência Episcopal Boliviana, e o núncio apostólico Dom Rino Passigato.
Seu governo durou onze anos e seis meses. Com a saúde debilitada, Dom Walter apresentou sua renúncia a Santa Sé, que acolheu seu pedido em 25 de novembro de 2009, nomeando no mesmo ato seu sucessor, Dom Ricardo Ernesto Centellas Guzmán, então auxiliar.
Dom Walter foi diagnosticado com câncer de pulmão em outubro de 2017. Ele faleceu cinco meses depois, em 29 de março de 2018, em Sucre.